# Éridan (mythologie)
Pour les articles homonymes, voir Éridan.
Dans la mythologie grecque, l’Éridan (en grec ancien Ἠριδανός / Ēridanós) est un dieu fleuve dans lequel meurt le soleil.

## Les versions du mythe

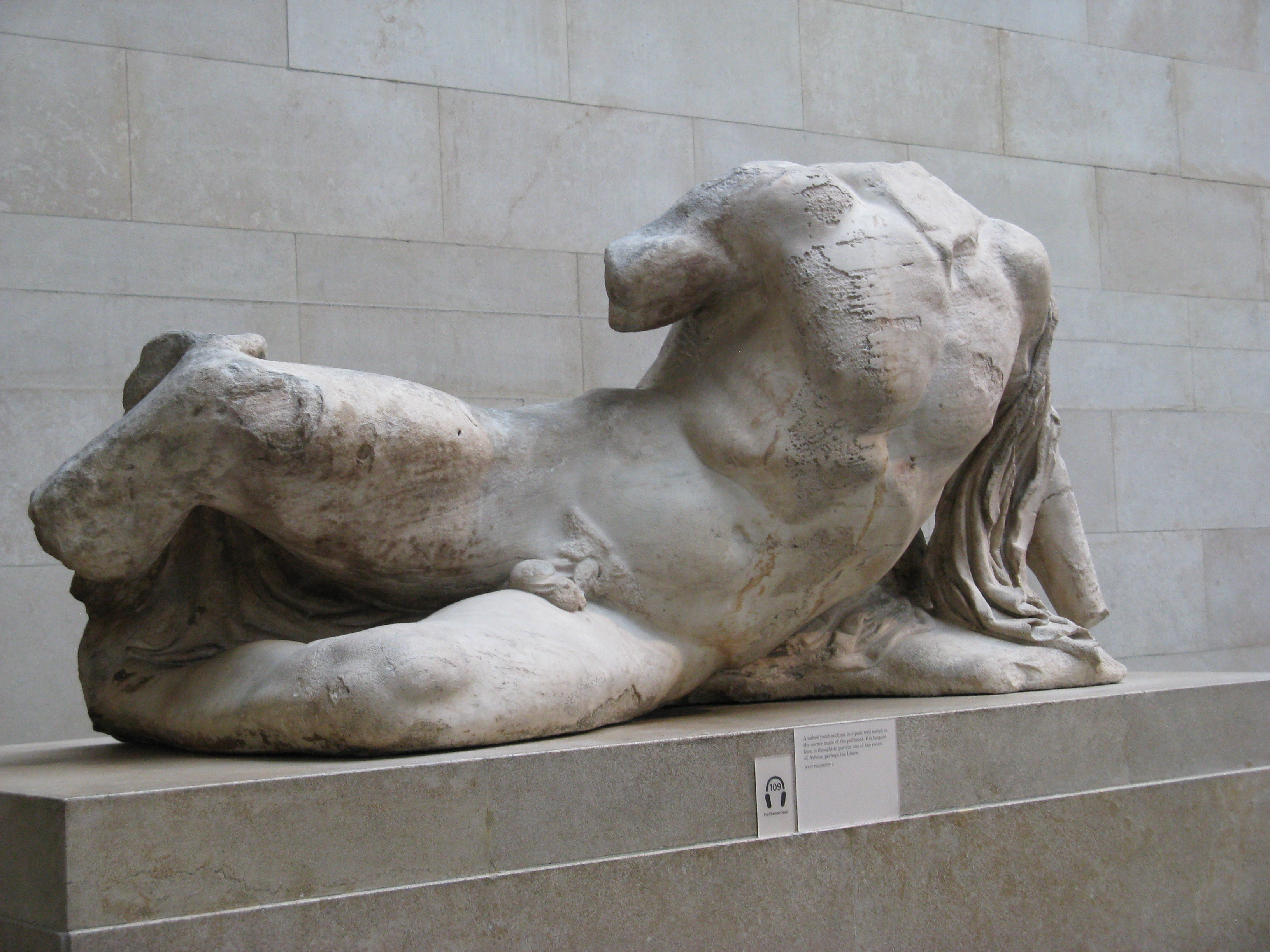
Statue du dieu Eridan au British Museum. Les noms grecs de fleuves divinisés évoquaient originellement les fonctions jouées par ces divinités au sein d'un mythe

L'Éridan est mentionné par Hésiode dans sa Théogonie : fils d'Océan et de Téthys, il coule à l'occident du monde. Ἠριον / ērion signifie « sépulcre, tombeau », vraisemblablement au sens de « lieu sacré » (ἱερόν / hierón), et δανός / danós, « don, présent, offrande » mais ήρι a tardivement été compris comme signifiant « du matin » comme dans ήριγένεια / ērigéneia, « qui nait du matin ». Du fait de son association avec des fleuves en territoire gaulois, le Pô et le Rhône (v. ci-dessous), on a également proposé une étymologie celtique. Xavier Delamarre propose ainsi une lecture « fleuve de l'ouest», composé de -eri « ouest » et  -dānos « fleuve », formant un parallèle avec le nom du Rhône (Ro-dānos, « le grand fleuve »).
Allégorie du soleil couchant qui sera reprise par Ovide, selon Apollonios de Rhodes, Zeus y précipite par la foudre l'orgueilleux Phaéton emporté sur un char du soleil incendiaire qu'il ne maîtrise plus. Le bruissement des feuilles de peupliers noirs qui le bordent est comparé aux pleurs des sœurs de la divinité déchue, les Héliades, et leurs larmes à l'ambre qu'il charrie. C'est dans ses marais que la tradition hésiodique fait naître le cygne, oiseau fuyant les cieux, par transfiguration du demi-frère de Phaéton et roi de Ligurie, Cycnos, homonyme d'un fils de Pyrène, blanchi par le chagrin.
Diodore, tout en rappelant les légendes grecques, se fait le rapporteur de traditions propres aux Atlantes, habitants de l'Atlas, selon lesquelles, reprenant le thème du feu solaire se couchant dans une eau courante, les Titans jaloux de l'amour incestueux de leur sœur Basilée pour leur frère Hypérion avaient fait noyer dans ce fleuve le fils de celui-ci, Hélios, « Soleil », dont le nom fut désormais consacré à l'astre auparavant appelé Elector, Ήλέκτωρ c'est-à-dire « Brillant, Étincelant ».

## Les différentes identifications

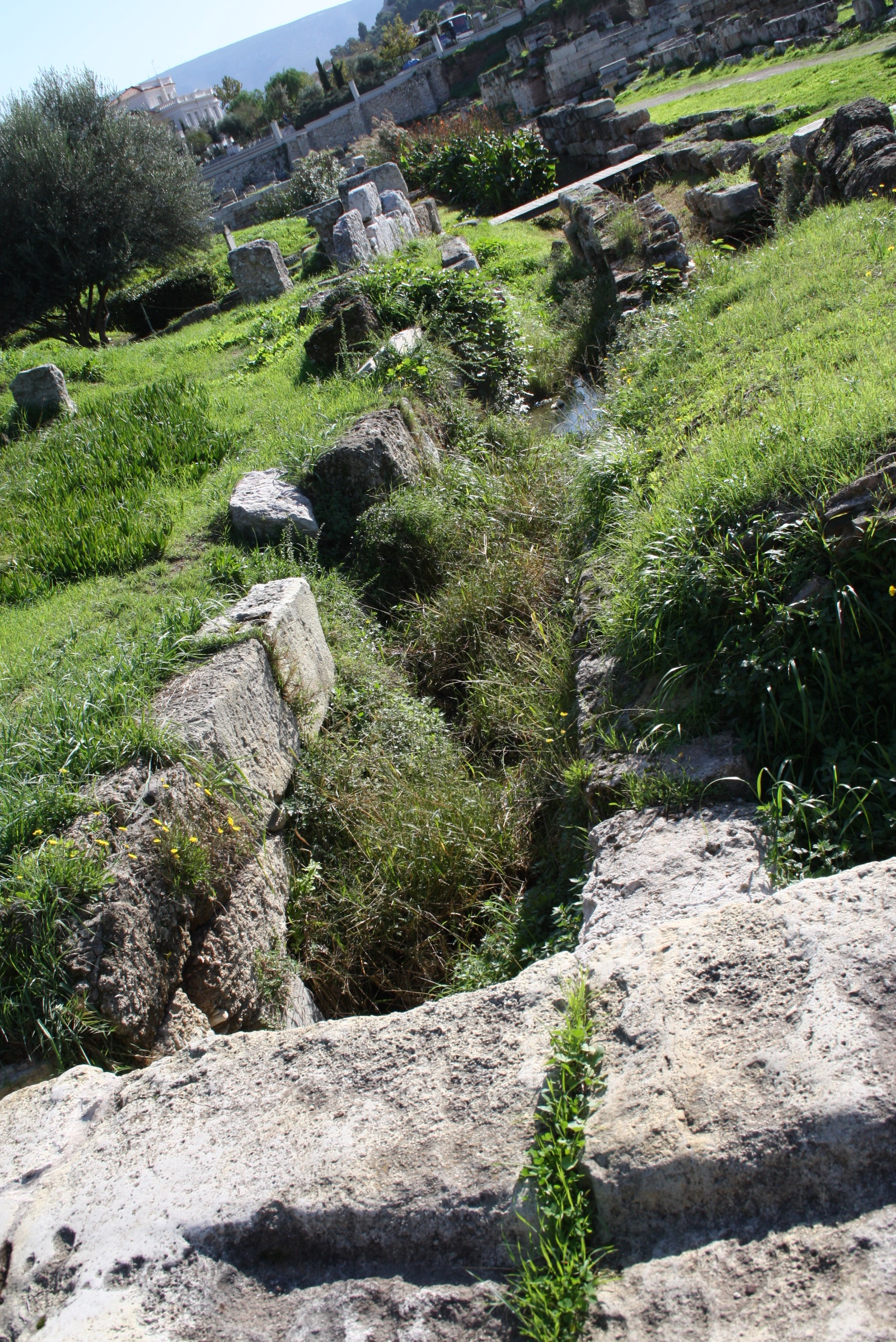
Le fleuve mythique a reçu maintes localisations. Ici, l'Éridan à Athènes en 2009

À la suite de Virgile qui compare l'Éridan à un taureau aux cornes d'or, Pline l'Ancien rapporte la tradition hellénophile des Romains reprise à Phérécyde consistant à l'identifier au Pô. Hygin fait de la naïade Zeuxippe la fille du fleuve.
Confondu par Eschyle avec le Rhône, aux bouches duquel fut installée la colonie phocéenne alors la plus occidentale, il a été tout aussi bien décrit comme un de ses affluents ou de ses embranchements. En tant que constellation du Fleuve, il a été également identifié au Nil, pays du dieu solaire Rê. Hérodote, qui le distinguait de ce dernier, récusait déjà, à cause du nom grec du fleuve, son identification, apparemment populaire au Ve siècle av. J.-C., au Rhin « qui se jette dans la mer du Nord » ou à la Vistule « par lequel, dit on, l'ambre est importé »,.
Pour les Athéniens, le nom du fleuve mythique a servi à désigner un affluent de l'Ilissós coulant à l'ouest de la cité attique, près du Lycée.

## Citations
« Ny les Phaëthontides sœurs
Nous peuvent egaler és pleurs
Qu'ils versent pour leur frere
Tombé dans le fleuve Eridan. »

— Robert Garnier, Marc Antoine  (1578), II, 357-360.